# Веренци
Веренци (болг. Веренци) — село в Болгарии. Находится в Тырговиштской области, входит в общину Омуртаг. Население составляет 411 человек (2022).

## Политическая ситуация
В местном кметстве Веренци, в состав которого входит Веренци, должность кмета (старосты) исполняет Хатидже Ибрямова Мехмедова (Движение за права и свободы (ДПС)) по результатам выборов.
Кмет (мэр) общины Омуртаг — Неждет Джевдет Шабан Движение за права и свободы (ДПС)) по результатам выборов.